# Kenneth Widmerpool
Kenneth Widmerpool är en fiktiv person i Anthony Powells romanserie A Dance to the Music of Time, om det bohemiska överklasslivet i Storbritannien 1920-1970. Widmerpool beskrivs inledningsvis som en komisk, till och med patetisk, figur och som en motpol till berättelsens hjälte, Nicholas Jenkins. Allt eftersom romanserien fortskrider ökar dock hans makt och girighet. Han når framgångar i affärslivet liksom i politik och i det militära. Det enda område där han inte lyckas är i sina relationer med kvinnor. Hans relation till frun Pamela Flitton är exempelvis katastrofal. I slutet av serien dalar Widmerpools karriär och han dör under bisarra omständigheter, vilka hänger ihop med hans kontakter med en mystisk new age-kult. 

## Uppväxt och karriär
Även om det inte nämns specifikt i böckerna så är det allmänt vedertaget att Widmerpool gått på Eton), Han blir utsatt för en del förlöjliganden och det sägs bland annat att skolkamraterna minns honom som den som bar "fel sorts överrock" vid ankomsten till skolan.

## Kärleksliv
Romanerna lämnar frågan om Widmerpools sexualitet liksom sexuell förmåga öppen, något som föranlett viss spekulation bland kritikerna. Stephen McGregor på tidningen Spectator beskriver honom exempelvis som impotent.